# Ozoroa pallida
Ozoroa pallida är en sumakväxtart som först beskrevs av Van der Veken, och fick sitt nu gällande namn av R. & A. Fernandes. Ozoroa pallida ingår i släktet Ozoroa och familjen sumakväxter. Inga underarter finns listade i Catalogue of Life.